# غريفين غريني
غريفين غريني (بالإنجليزية: Griffin Greene)‏ هو قاضي أمريكي، ولد في 20 فبراير 1749 في وارويك في الولايات المتحدة، وتوفي في 1 يونيو 1804 في مارييتا في الولايات المتحدة.